# Abram Petrovič Hanibal
Abram Petrovič Hanibal (rusko Абрам Петрович Ганнибал), ruski generalmajor in vojaški inženir, * 1696, † 14. maj 1781.
Hanibal, poznan tudi kot Ganibal, Ibrahim Hannibal in Abram Petrov, je bil afriški suženj iz Etiopije, ki ga je v Rusijo pripeljal Peter Veliki. Kasneje se je povzpel do položaja generalmajorja in guvernerja Revala (današnji Talin), najbolj znan pa je kot praded pisatelja Aleksandra Puškina, ki je o njem napisal nedokončani roman Arap Petra Velikogo (Arabec Petra Velikega).